# Římská kultura

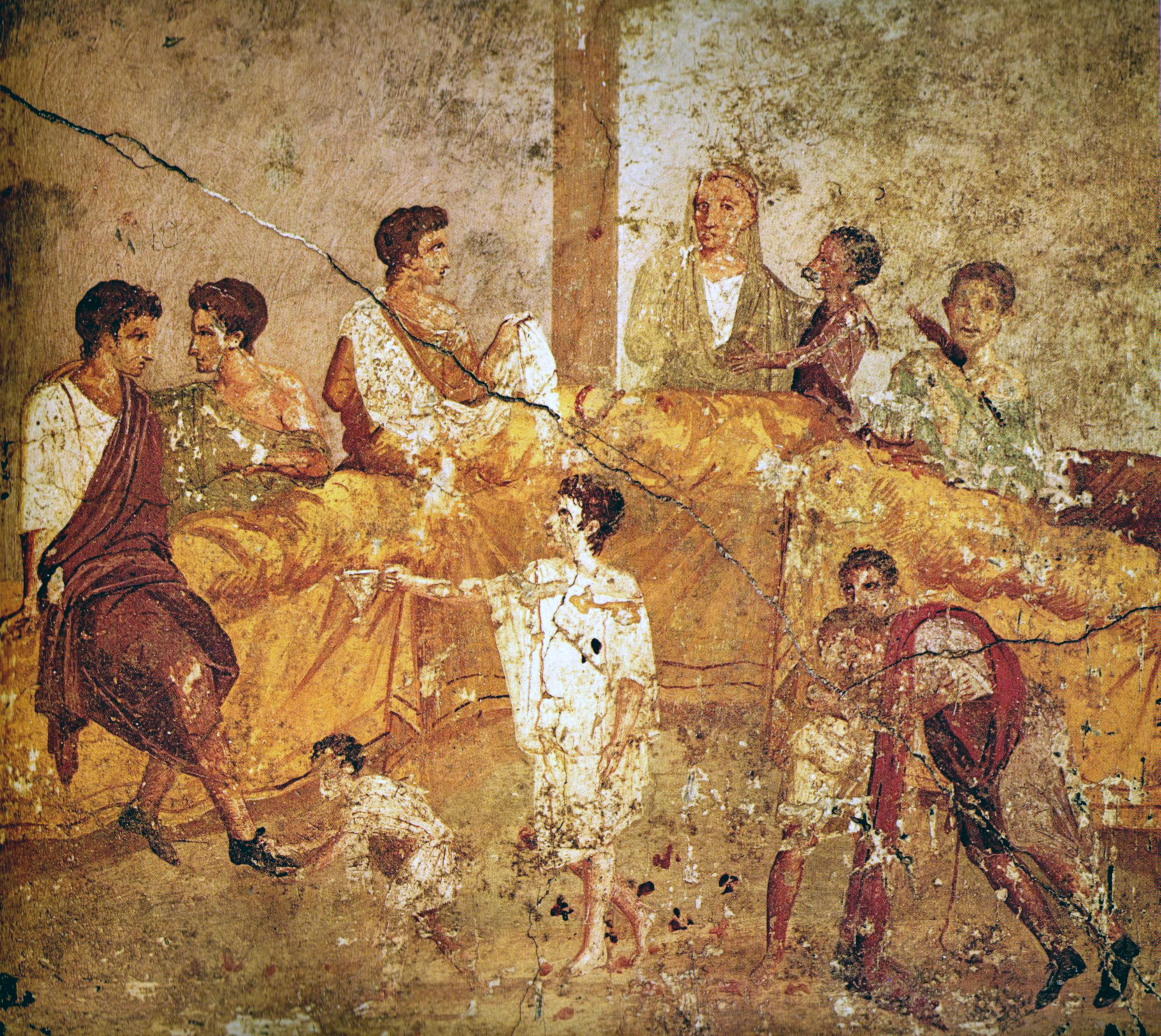
Nástěnná malba (1. století) z nevěstince v Pompejích

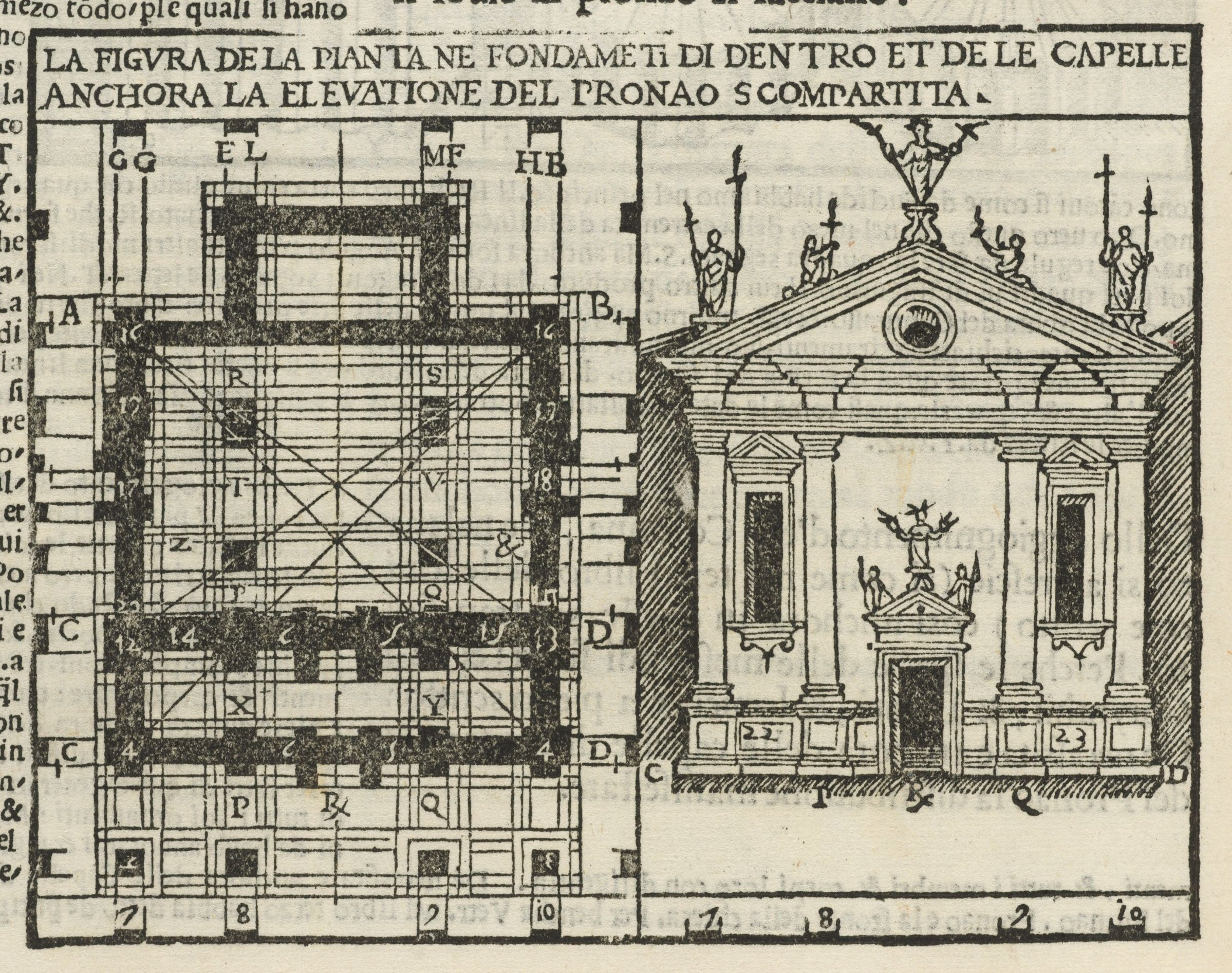
Vitruvius, plán chrámu se sochami

Koloseum v Římě

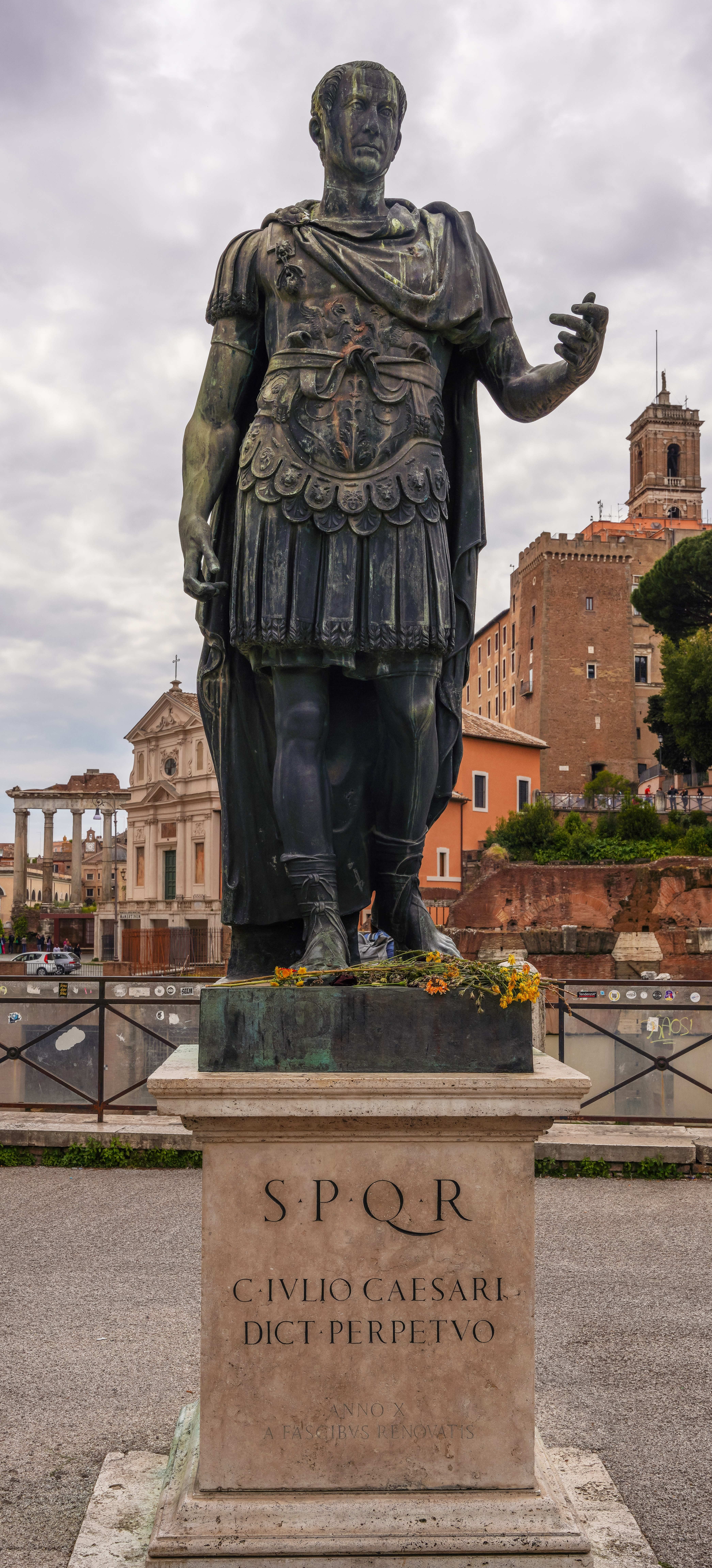
Socha Julia Caesara v Římě

Římská kultura je souhrn kulturních, uměleckých a náboženských jevů, které se rozvíjely v starověkém Římě od 8. století před Kr. až do 5. století po Kr. Tvoří součást starověké kultury. Římská kultura v mnoha oblastech čerpala a rozvíjela zdroje od národů a etnik, se kterými souvisela geograficky (Etruskové, politicky a obchodně Řekové, Punové, Egypťané, Keltové, Germáni). Římané postupně vytvořili vlastní archetypy, helénská kultura představuje vzor pro následující kultury. Mezi kulturu zde zahrnujeme: politickou kulturu, náboženskou kulturu, literaturu a drama, umění výtvarné a hudební, právo.

## Politika
Římské politické instituce se rozvíjely samostatně, ve shodě a návaznosti na politické instituce starověkého Řecka. Rozvoj lze dělit do tří vývojových období římských dějin: Královské období, Období římské republiky, Římská říše. Římané se částečně inspirovali i řeckými politickými institucemi. Když v polovině 5. století před Kr. sepisovali své zvykové právo (Zákon dvanácti tabulí), údajně vyslali zkušené muže, aby zkoumali zákony řeckých městských států na jihu Itálie, případně aby zkoumali Solónovy zákony v Aténách. Římská politika znamenala propracovanou prezentaci politiků, počínaje jejich vystupováním, přes odívání až po záliby.

## Výtvarné umění

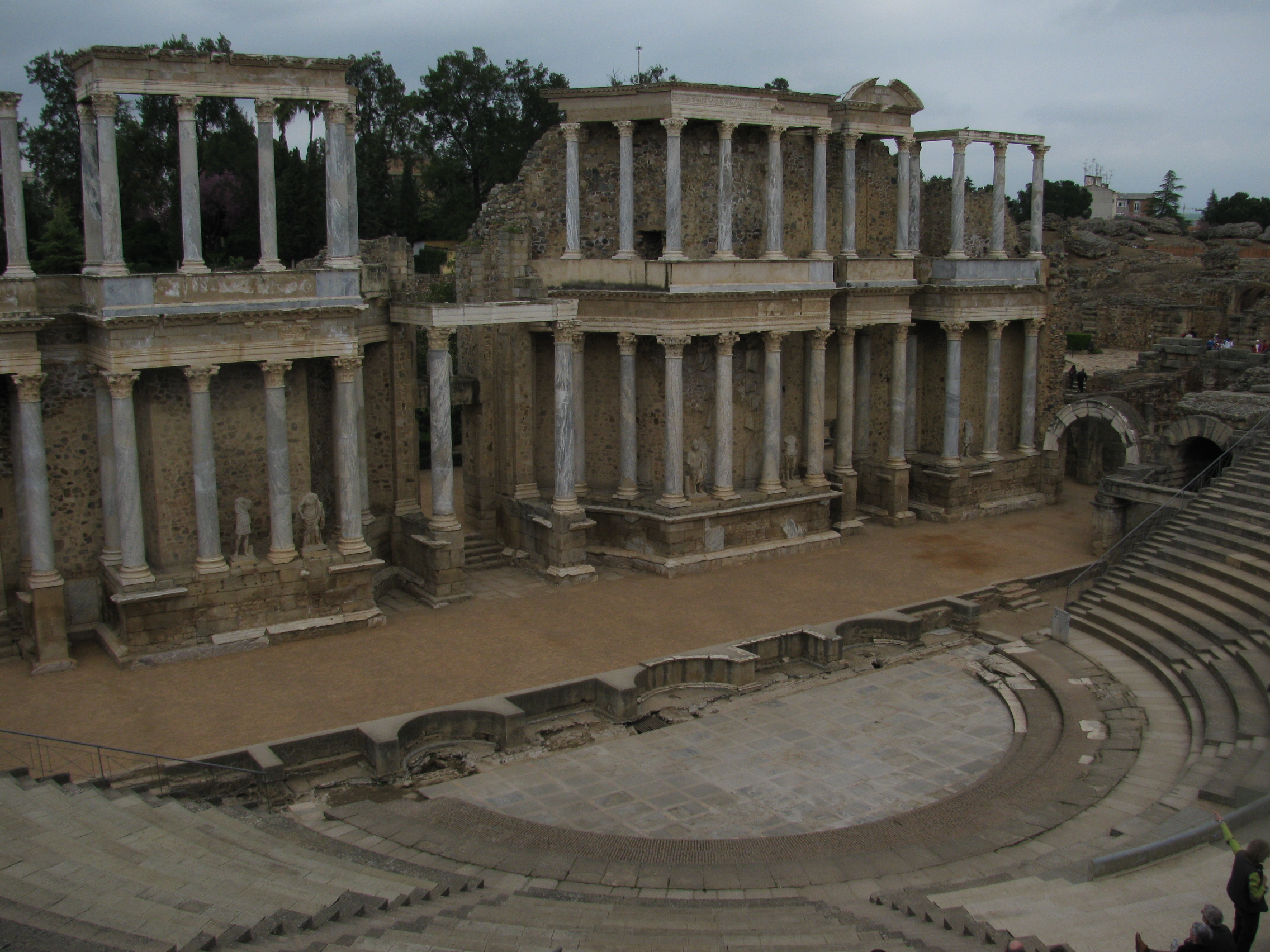
Starověké římské divadlo v Méridě (Španělsko)

Římské umění dokázalo všechny zdroje od Egypťanů, Etrusků i Řeků syntetizovat ve svébytný proud. Nejvýznamnější pro evropské dějiny byly 
Architektura a stavebnictví. V nejstarším období se architektura vyznačovala jednoduchými budovami (v malém měřítku také na pohřebních urnách), převzatými především od Etrusků. Největší stavbou té doby je cloaca maxima, velký odpadový kanál, ve kterém byla poprvé použita pravá klenba. Římané ji převzali i v dalších užitkových stavbách (vodovody a mosty), . Umělecké a technické principy římské architektury kodifikoval Marcus Vitruvius Pollio v Deseti knihách o architektuře, které se staly základní učebnicí světové architektury novověku.
Sochařství má v prvním - archaickém období dva zdroje: etruský a řecký. Etruskovu inspiraci někteří spatřují v Bronzových monumentech, jako je Kapitolská vlčice, symbol města Říma, přibližně z 5. století před Kr., socha Řečníka – Arringatore nebo portrét Scipiona. 
Inspirace řeckou kulturou přicházela jednak z řeckých měst na území jižní Itálie (Paestum) a Sicílie (Syrakusy,Agrigento) a po makedonských válkách přímými importy z Řecka. Vítězní Římané tam naloupili množství sochařských a uměleckořemeslných děl, která přiváželi po moři. Další loupení uměleckých památek nastalo na počátku 1. století před Kr., kdy římský diktátor Lucius Cornelius Sulla vyplenil Athény. V Římě se následně zhotovovaly kopie řeckých uměleckých děl pro římské zákazníky.
Cenná jsou původní monumentální díla, Římané vytvořili jezdecký pomník, rozvinuli rejstřík císařských pomníků a portrétů, dále umění historických reliéfů s narativními (epickými) scénami, například na vítězných obloucích a na sloupech (Trajánův sloup, sloup Marka Aurelia). Domácí tradici mají  realistické portrétní busty mužů, žen i dětí z republikánského období, náhrobní stély s reliéfy, a miniatury v podobě mincí a gem.
Malířství
Dochovala se především nástěnná malba, nástěnné i podlahové mozaiky. Z písemných pramenů je známa i malba na dřevě nebo na plátně. Malba není omezena na žánry a dekoraci jako v Řecku. Především z nálezů v Pompejích a Boscoreale je zjištěno, že výzdoba domů podléhala módním vlnám a v helénském období se vystřídaly čtyři styly.
Umělecká řemesla
Římané dovedli k dokonalosti technologii i design výroby nábytku, keramiky, skla, stříbrného stolního nádobí a šperku.  